# Kuai can che
Comidas a domicilio o Los supercamorristas, en su nombre original (en chino tradicional, 快餐車; en chino simplificado, 快餐车) Kwai tsan tseh, es una película de 1984 de acción y artes marciales de Hong Kong rodada en Barcelona, España. Escrita y dirigida por Sammo Hung, también actuó en ella. Coprotagonizada por Jackie Chan y Yuen Biao.
En la película se pueden ver a actores españoles como Amparo Moreno, Lola Forner y José Sancho e infinidad de localizaciones en Barcelona, como la Sagrada Familia, Las Ramblas, etc.

## Argumento
Tomás (Jackie Chan) y David (Biao Yuen) son primos que regentan un puesto de comida rápida ambulante en Barcelona. La comida es entregada por Tomás, que se desplaza por la plaza en monopatín. Tras un enfrentamiento con moteros, siguen con su negocio como si nada.
Visitan al padre de David, internado en una institución mental y conocen a Sylvia, la hija de la amiga del padre de David. Tomás anima a David a que le pida una cita, acobardándose y poniendo la excusa de que ella le habría rechazado de todos modos.
Ya de noche, de vuelta al puesto de comida, Tomás se topa con Sylvia, que pretende ser una prostituta, siendo en realidad una carterista, robando a un hombre en su habitación y huyendo al puesto de comida.
Tomás y David se han enamorado de ella. Tras permitirle quedarse en su apartamento esa noche, se despiertan y descubren que Sylvia les ha robado su dinero. Al día siguiente, se topan con Moby, un investigador privado balbuceante, que también persigue a Sylvia. Posteriormente descubren que es la heredera de una cuantiosa suma, la cual intenta robar una banda criminal. Cuando la secuestran, Tomás, David y Moby se alían para salvarla, infiltrándose en el castillo del villano, derrotando a todos en combate de artes marciales. La escena final de la película muestra a David, Tomás y Sylvia reunidos. Sylvia les pide un trabajo de verano, y Moby les pregunta si quieren trabajar como detectives privados con él, algo que ellos rechazan.

## Reparto
- Jackie Chan - Tomás
- Sammo Hung - Moby
- Yuen Biao - David
- Lola Forner - Sylvia
- Benny Urquidez - (matón sin nombre)
- Keith Vitali - (matón sin nombre)
- Herb Edelman - Matt
- Pepe Sancho - Mondale
- Susana Sentís - Gloria
- Paul Chang - Padre de David
- Richard Ng - Paciente del psiquiátrico (Inteligente)
- John Shum - Paciente del psiquiátrico (Alegre)
- Wu Ma - Paciente del psiquiátrico (Reloj)
- Juan Gil - Aficionado madridista
- Josep Lluís Fonoll - Dino Martino (conocido como J.Fonoll en los créditos).

## Otros títulos
Comidas a domicilio, también es conocida como:
- Million Dollar Heiress
- Spanish Connection (India)
- Spartan X (Japón)
- Weapon X
- Wheels on Meals (versión inglesa)
- Powerman (Alemania)
- Detonando em Barcelona (Brasil)

## Trivialidades
- El nombre en inglés debió ser Meals on Wheels. Sin embargo, las supersticiones de los directivos de Golden Harvest pidieron que se cambiara a Wheels on Meals ya que sus dos películas anteriores que comenzaban por la letra M - Megaforce y Menage A Trois - la recaudación fue un fracaso.
- El videojuego Kung-Fu Master estaba basado en esta película.
- Esta película fue la primera de dos que emparejó a Jackie Chan con el excampeón de kickboxing profesional Benny Urquidez (la otra película fue Dragons Forever). Su lucha en la película es recordada como una de las mejores representaciones de artes marciales en pantalla.
- El otro combate final de la película enfrenta a Sammo Hung contra Pepe Sancho en un combate de esgrima.
- Esta película, a diferencia de otras posteriores y más recientes, no tiene tomas descartadas, aunque posteriormente, se distribuyó una versión en VHS llamada Spartan X que sí que las tenía.
- Debido a la falta de experiencia de Benny Urquidez con la lucha en películas, que consideraba el contacto total como lo normal, Jackie Chan se frustraba durante la filmación dado el número de patadas reales que recibía.
- En un punto al final de la lucha entre Chan y Urquidez, una patada giratoria se realizó tan rápido que el viento producido apagó una hilera de velas. Esto se mostró en pantalla sin cortes o trucos fotográficos.
- El luchador de lucha libre profesional Mitsuharu Misawa usaba el tema de la película de la versión japonesa (llamada Spartan X) durante su carrera.

## Premios y nominaciones
- 1985 Hong Kong Film Awards:
  - Nominado: Best Action Choreography (Mejor coreografía de acción)

## Recaudación
Comidas a domicilio o los Supercamorristas  ganó HK $21.465.013 brutos en sus representaciones en Hong Kong.
- Datos: Q60792